# Chiltepec (Sección Tanque)
Chiltepec (Sección Tanque) es una localidad del municipio de Paraíso ubicado en la subregión de la Chontalpa del estado mexicano de Tabasco.

## Geografía
La localidad se ubica a 13.2 kilómetros (en dirección este) de la localidad de Paraíso, la cabecera y lugar más poblado del municipio. Se sitúa en las coordenadas geográficas 18°25′42″N 93°05′29″O / 18.428333, -93.091389, a una elevación de 0 metros sobre el nivel del mar.

## Demografía
Según el Conteo de Población y Vivienda 2020, efectuado por el Instituto Nacional de Estadística y Geografía, la localidad de Chiltepec (Sección Tanque) tiene 1,410 habitantes, de los cuales 684 son del sexo masculino y 726 del sexo femenino. Su tasa de fecundidad es de 2.24 hijos por mujer y tiene 392 viviendas particulares habitadas.
| Gráfica de evolución demográfica de Chiltepec (Sección Tanque) entre 2000 y 2020 |
|                                                                                  |
| INEGI.                                                                           |